# Ле-Рейсвілл (Пенсільванія)
Ле-Рейсвілл (англ. Le Raysville) — місто (англ. borough) в США, в окрузі Бредфорд штату Пенсільванія. Населення — 292 особи (2020).

## Географія
Ле-Рейсвілл розташований за координатами 41°50′16″ пн. ш. 76°10′25″ зх. д. / 41.83778° пн. ш. 76.17361° зх. д. (41.837702, -76.173504).  За даними Бюро перепису населення США в 2010 році місто мало площу 2,71 км², з яких 2,70 км² — суходіл та 0,01 км² — водойми.

## Демографія
Згідно з переписом 2010 року, у селищі мешкало 290 осіб у 112 домогосподарствах у складі 90 родин. Густота населення становила 107 осіб/км².  Було 121 помешкання (45/км²).
Расовий склад населення:
| - 99,3 % — білих |

До двох чи більше рас належало 0,7 %. Частка іспаномовних становила 0,0 % від усіх жителів.
За віковим діапазоном населення розподілялося таким чином: 24,8 % — особи молодші 18 років, 63,8 % — особи у віці 18—64 років, 11,4 % — особи у віці 65 років та старші. Медіана віку мешканця становила 33,0 року. На 100 осіб жіночої статі у селищі припадало 95,9 чоловіків;  на 100 жінок у віці від 18 років та старших — 92,9 чоловіків також старших 18 років.
Середній дохід на одне домашнє господарство  становив 74 126 доларів США (медіана — 71 875), а середній дохід на одну сім'ю — 76 120 доларів (медіана — 73 750). За межею бідності перебувало 18,5 % осіб, у тому числі 33,3 % дітей у віці до 18 років та 13,8 % осіб у віці 65 років та старших.
Цивільне працевлаштоване населення становило 126 осіб. Основні галузі зайнятості: освіта, охорона здоров'я та соціальна допомога — 31,0 %, виробництво — 23,0 %, роздрібна торгівля — 11,9 %, транспорт — 10,3 %.